# آموزش در هنگ کنگ
آموزش در هنگ کنگ تا حد زیادی بر اساس الگوی آموزش و پرورش بریتانیا شکل گرفته و تحت نظارت اداره آموزش و دپارتمان رفاه اجتماعی است. در سال تحصیلی۲۰۱۳/۱۴، ۵۶۹ مدرسه ابتدایی، ۵۱۴ دبیرستان و ۶۱ مدرسه خاص در هنگ کنگ فعالیت می‌کردند.

## تاریخچه
با ورود میسیونری‌های بریتانیایی در حدود سال ۱۸۴۳، مدارس روستایی چینی به کنترل ایشان درآمد.
یکی از قدیمیترین مدارس ثبت شده، کالج لی یینگ است که در ۱۰۷۵ در ناحیه جدید تأسیس شد. در ۱۸۶۰ درهنگ کنگ ۲۰ مدرسه روستایی دایر بوده‌است. اما چینی‌های ثروتمند، فرزندان خود را نه به این مدارس که به آموزشگاه‌های شهرهای بزرگی مانندکانتون برای آموزشی چینی سنتی می‌فرستادند.
تغییرات با ورود به بریتانیا در سال ۱۸۴۱ آغاز شد. در هنگ کنگ آموزش و پرورش توسط مبلغان پروتستان و کاتولیک که در ارائه خدمات اجتماعی مشغول بودند به دست گرفته شد. میسیونرهای ایتالیایی، آموزش مختص پسران را برای چینی‌ها و بریتانیایی‌ها در سال ۱۸۴۳ آغاز کردند.
فردریک استوارت، وزیر مختار هنگ کنگ، در ۱۸۶۱ مدل آموزش مدرن غربی را وارد نظام آموزشی هنگ کنگ بریتانیا کرد. در سال ۱۸۶۲ اولین مدرسه دولتی، کالج ملکه راه اندازی شد.

## آموزش پیش از دبستان
آموزش پیش دبستانی در هنگ کنگ رایگان نیست. اما والدینی که دارای اقامت هنگ کنگ باشند می‌توانند از کوپنهای حمایتی دولت استفاده کنند. میزان این یارانه در سال ۲۰۱۳، ۱۶٬۸۰۰دلار بود.

## آموزش ابتدایی و متوسطه
هر کودک در هنگ کنگ بدون عذر موجه: Section 74, (1) بایستی از سن ۶ سالگی در برنامه آموزش ابتدایی شرکت کند.: Section 3, "primary education"  همچنین تکمیل آموزش متوسطه تا پیش از ۱۹ سالگی اجباری است.: Section 3, "secondary education"  آموزش در بخش دولتی رایگان است.

### سال‌های مدرسه
| سن | سال                    | برنامه درسی مرحله          | برنامه درسی مرحله        | برنامه درسی مرحله       | مدارس                                | مدارس                   | مدارس          |
| -- | ---------------------- | -------------------------- | ------------------------ | ----------------------- | ------------------------------------ | ----------------------- | -------------- |
| ۲  | N/A                    | پیش دبستانی                | پیش دبستانی              | پیش دبستانی             | N/A                                  | N/A                     | مهد کودک       |
| ۳  | N/A                    | پیش دبستانی                | پیش دبستانی              | پیش دبستانی             | مهد کودک                             | مهد کودک                | مهد کودک       |
| ۴  | N/A                    | پیش دبستانی                | پیش دبستانی              | پیش دبستانی             | مهد کودک                             | مهد کودک                | مهد کودک       |
| ۵  | N/A                    | پیش دبستانی                | پیش دبستانی              | پیش دبستانی             | مهد کودک                             | مهد کودک                | مهد کودک       |
| ۶  | اول ابتدایی            | آموزش و پرورش ابتدایی      | آموزش و پرورش ابتدایی    | آموزش و پرورش ابتدایی   | دبستان یا Junior School              | دبستان یا Junior School | مدرسه راهنمایی |
| ۷  | دوم ابتدایی            | آموزش و پرورش ابتدایی      | آموزش و پرورش ابتدایی    | آموزش و پرورش ابتدایی   | دبستان یا Junior School              | دبستان یا Junior School | مدرسه راهنمایی |
| ۸  | سوم ابتدایی            | آموزش و پرورش ابتدایی      | آموزش و پرورش ابتدایی    | آموزش و پرورش ابتدایی   | دبستان یا Junior School              | دبستان یا Junior School | مدرسه راهنمایی |
| ۹  | چهارم ابتدایی          | آموزش و پرورش ابتدایی      | آموزش و پرورش ابتدایی    | آموزش و پرورش ابتدایی   | دبستان یا Junior School              | دبستان یا Junior School | مدرسه راهنمایی |
| ۱۰ | پنجم ابتدایی           | آموزش و پرورش ابتدایی      | آموزش و پرورش ابتدایی    | آموزش و پرورش ابتدایی   | دبستان یا Junior School              | دبستان یا Junior School | مدرسه راهنمایی |
| ۱۱ | ششم ابتدایی            | آموزش و پرورش ابتدایی      | آموزش و پرورش ابتدایی    | آموزش و پرورش ابتدایی   | دبستان یا Junior School              | دبستان یا Junior School | مدرسه راهنمایی |
| ۱۲ | اول متوسطه             | آموزش و پرورش متوسطه       | آموزش و پرورش متوسطه     | آموزش و پرورش متوسطه    | مدرسه متوسطه فرم ششم کالجیا دبیرستان | ESF متوسطه              | مدرسه راهنمایی |
| ۱۳ | دوم متوسطه             | آموزش و پرورش متوسطه       | آموزش و پرورش متوسطه     | آموزش و پرورش متوسطه    | مدرسه متوسطه فرم ششم کالجیا دبیرستان | ESF متوسطه              | مدرسه راهنمایی |
| ۱۴ | سوم متوسطه             | آموزش و پرورش متوسطه       | آموزش و پرورش متوسطه     | آموزش و پرورش متوسطه    | مدرسه متوسطه فرم ششم کالجیا دبیرستان | ESF متوسطه              | مدرسه راهنمایی |
| ۱۵ | چهارم متوسطه           | دیپلم متوسطه آموزش و پرورش | آموزش و پرورش متوسطه     | GCSE / IGCSE            | مدرسه متوسطه فرم ششم کالجیا دبیرستان | ESF متوسطه              | مدرسه راهنمایی |
| ۱۶ | پنجم متوسطه            | دیپلم متوسطه آموزش و پرورش | یک سطح / دیپلم بین‌المللی | GCSE / IGCSE            | مدرسه متوسطه فرم ششم کالجیا دبیرستان | ESF متوسطه              | مدرسه راهنمایی |
| ۱۷ | ششم متوسطه (HKDSE)     | دیپلم متوسطه آموزش و پرورش | یک سطح / دیپلم بین‌المللی | سطح A / دیپلم بین‌المللی | مدرسه متوسطه فرم ششم کالجیا دبیرستان | ESF متوسطه              | مدرسه راهنمایی |
| ۱۸ | برنامه محلی آموزش عالی | N/A                        | N/A                      | سطح A / دیپلم بین‌المللی | N/A                                  | ESF متوسطه              | N/A            |

### آموزش و پرورش متوسطه
متوسطه آموزش و پرورش به دو مقطع راهنمایی و دبیرستان تفکیک می‌شود. در دوره راهنمایی، دروس جغرافیا، تاریخ و علوم به مواد درسی ابتدایی افزوده می‌شود. در سال‌های دبیرستان آزادی انتخاب بیشتری در مواد درسی به دانش آموزان داده می‌شود.

### آموزش مکمل
آموزش تجارت در مقطع دبیرستان، برگرفته از روشهای آموزش فنی و حرفه ای است. دانش آموزان در این روش آموزش معمولاً برای کسب تجربه وارد محل کار واقعی می‌شوند. آموزش مکمل هم از طرف مؤسسه آموزش فنی و حرفه‌ای هنگ کنگ و هم دانشگاه‌های خارجی حمایت می‌شود. شورای آموزش‌های حرفه‌ای (VTC) شطح کارآموزی را بر اساس استانداردهای خود می‌سنجد. VTC همچنین سه مرکز مهارت آموزی به معلولان را اداره می‌کند.

### آموزشهای جایگزین
موسسات بین‌المللی نیز در هنگ کنگ در هر دو مقطع ابتدایی و متوسطه فعالند. دانش آموزان مدارس بین‌المللی، در آزمونهای عمومی هنگ کنگ شرکت می‌کنند. مدارس بین‌المللی علاوه بر الگوگیری از نظام آموزشی کشورهای مادر (مانند بریتانیا، ایلات متحده، ژاپن، کانادا و …) از نظام آموزش بین‌المللی آی بی پیروی می‌کنند.

## برای مطالعهٔ بیشتر
- Tang, Kwok-Chun (Hong Kong Baptist University) and Mark Bray (University of Hong Kong). "Colonial models and the evolution of education systems: centralization and decentralization in Hong Kong and Macau." World Bank.